# Ствига
Ствига (блр. Сцвіга; укр. Ствига; рус. Ствига) украјинско-белоруска је река и десна притока реке Припјат (део сливног подручја реке Дњепар).
Извире у северном делу Ракитновског рејона Ривањске области Украјине, тече преко Полеске низије и улива се у реку Припјат код села Пагост у јужном делу Житкавичког рејона (у Белорусији).
Укупна дужина водотока је 178 km, од чега на територији Украјине 66 km, и Белорусије 112 km. Површина басена је око 5.300 km² (од чега је 4.300 km² у Белорусији), а просечан проток воде у зони ушћа је око 21,6 m³/s.
Ширина реке у доњем делу тока је око 20 до 30 метара, а наплавне равнице од 80—200 метара у средњем до између 600 и 1.200 метара у доњем делу тока.
Унутар самог речног корита постоји неколико мањих пешчаних ада. Обале су доста ниске и местимично замочварене, под песковитим и тресетастим тлом, и највећим делом обрасле су углавном листопадним шумама.